# Камка (Сновська міська громада)
Ка́мка — село в Україні, у Сновській міській громаді Корюківського району Чернігівської області. Населення становить 339 осіб. До 2016 орган місцевого самоврядування — Хотуницька сільська рада.

## Історія
12 червня 2020 року, відповідно до розпорядження Кабінету Міністрів України № 730-р «Про визначення адміністративних центрів та затвердження територій територіальних громад Чернігівської області», увійшло до складу Сновської міської громади.
19 липня 2020 року, в результаті адміністративно-територіальної реформи та ліквідації Сновського району, село увійшло до складу Корюківського району.

## Населення

### Мова
Розподіл населення за рідною мовою за даними перепису 2001 року:
| Мова            | Кількість | Відсоток |
| --------------- | --------- | -------- |
| українська      | 327       | 96.46%   |
| російська       | 9         | 2.66%    |
| білоруська      | 1         | 0.29%    |
| інші/не вказали | 2         | 0.59%    |
| Усього          | 339       | 100%     |